# Gaur rossi
I Gaur Rossi (in lingua thai: กระทิงแดง, trascrizione RTGS: Krathing Daeng, trascr. IPA: [kràtʰiŋ dɛːŋ]) erano un'organizzazione paramilitare di estrema destra attiva negli anni settanta in Thailandia. Ebbero un ruolo cruciale nel massacro del 6 ottobre 1976 all'Università Thammasat di Bangkok, nel quale persero la vita svariati studenti e attivisti di sinistra.
Fu uno dei vari gruppi armati e addestrati in funzione anti-comunista a partire dal 1974 dalla Polizia di Pattugliamento di Frontiera, un'organizzazione paramilitare antiguerriglia affiliata alla Reale Polizia Thailandese e creata negli anni cinquanta con l'assistenza della CIA statunitense. Lo scrittore marxista anglo-thailandese Giles Ji Ungpakorn ha paragonato queste milizie allo squadrismo che si diffuse in Europa negli anni trenta.

## Storia

### Premesse
Dal 1960 il sudest asiatico era devastato dalla guerra del Vietnam; gli accordi di pace di Parigi del gennaio 1973 comportarono il ritiro delle forze armate statunitensi dalla regione ed il progressivo rafforzamento dei ribelli comunisti di Vietnam, Laos e Cambogia, che avrebbero trionfato dopo la caduta di Saigon dell'aprile del 1975. Le forze armate thailandesi, che avevano appoggiato gli Stati Uniti, seguivano con preoccupazione l'evoluzione del conflitto ed i risvolti che aveva nel Paese. Molti temettero che la caduta dei regimi conservatori dei Paesi vicini avrebbe portato i comunisti a cercare di conquistare il potere in Thailandia e che gli attivisti di sinistra si stessero preparando a tale scopo.
Tali timori si erano accentuati nell'ottobre del 1973, quando tre giorni di imponenti manifestazioni studentesche avevano costretto il dittatore Thanom Kittikachorn a rassegnare le dimissioni da primo ministro e a rifugiarsi in esilio a Singapore. Il suo posto era stato preso dal giurista Sanya Dharmasakti, posto a capo di un governo civile da re Rama IX, che aveva appoggiato la sollevazione. Per la prima volta dal colpo di Stato del 1947, gli alti gradi dell'esercito rimasero ai margini della formazione governativa del Paese. I militari risposero cominciando a pianificare un colpo di Stato e addestrando nuovi gruppi paramilitari di controguerriglia anticomunista, i più importanti dei quali facevano riferimento ai movimenti dei Gaur Rossi, Nawaphon (Forza Nuova o Forza Nove) e Luk Suea Chaoban (Scout del Villaggio).

### Fondazione

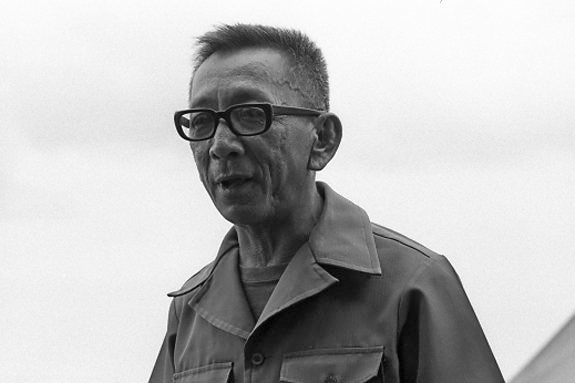
Sudsai Hasadin, presunto iniziatore dei Gaur Rossi

I Gaur Rossi furono creati dal Comando Operazioni per la Sicurezza Interna (COSI), un'unità del Reale Esercito Thailandese impiegata a quel tempo in operazioni di antiguerriglia. Il gruppo venne fondato nel 1974 dal maggior generale del COSI Sudsai Hasadin, che nel 1981 sarebbe diventato un collaboratore del primo ministro Prem Tinsulanonda. Erano il braccio armato e la sezione giovanile del movimento Nawaphon, fondato in quello stesso anno per fare aderire alla causa anticomunista la parte più abbiente della popolazione civile.

### Origine del nome
Presero il nome dal gaur (Bos gaurus), detto anche bisonte indiano, un bovino selvatico di eccezionali dimensioni tipico dell'Asia meridionale e del sudest asiatico. Particolarmente forte, in alcuni casi è riuscito ad uccidere la tigre, sua principale predatrice. Il rosso è per i thailandesi il colore della nazione e della patria, secondo alcuni il colore del sangue versato per difendere l'indipendenza. Nel 1976, due anni dopo la fondazione, il nome thai dei Gaur Rossi fu dato alla nuova bevanda energetica prodotta in Thailandia, la Krating Daeng (กระทิงแดง), la cui ricetta sarebbe stata alla base della Red Bull, lanciata nel 1987 in Austria.

### Attività
I Gaur Rossi, che si autodefinivano Fronte Unito anti Imperialismo Comunista, a partire dalla metà del 1974 furono dotati di armi da fuoco e granate. Nel 1975 arrivarono ad avere 25.000 effettivi, buona parte dei quali erano studenti in formazione professionale protagonisti degli eventi del 1973 al fianco degli studenti di sinistra, dai quali si erano staccati in contrasto con le posizioni comuniste di questi ultimi. Altri militanti di base erano giovani funzionari insoddisfatti ed ex-studenti delle superiori che avevano abbandonato gli studi. Ai vertici dei Red Gaur vi erano veterani della guerra del Vietnam, ex mercenari che avevano combattuto per la CIA statunitense nella guerra civile laotiana ed ex-soldati espulsi dall'esercito per mancanze disciplinari. Al pari degli Sturmabteilung della Germania nazista, furono utilizzati per provocare scontri con gli studenti di sinistra e con i sindacalisti, concentrando l'attività a Bangkok. Furono inoltre impiegati a protezione degli operai che costruivano strade in zone dove era attiva la guerriglia comunista.
Furono protagonisti di violenti attacchi alle manifestazioni delle sinistre che contestavano la costituzione del 1974, la presenza delle basi militare americane nel Paese ed il ritorno in Thailandia dei dittatori esiliati Thanom Kittikachorn e Praphas Charusathien. Nell'agosto del 1975 assaltarono l'Università Thammasat, storica roccaforte del movimento studentesco di sinistra, cercando di incendiarne un edificio. Sono stati inoltre attribuiti ai Gaur Rossi gli assassini di alcuni rappresentanti dei sindacati operai e contadini, di personaggi politici progressisti ed attacchi alla folla con l'uso di granate. Aggredirono e ferirono fotoreporter che cercarono di fotografarli mentre erano armati. Durante la campagna elettorale del 1976, attaccarono i candidati delle sinistre, in particolare quelli del Partito Forza Nuova.
La crisi politica che si era innescata dopo la rivoluzione del 1973, acuita dall'attività delle opposizioni e dalla crisi economica, toccò il suo apice nell'autunno del 1976, quando i militari fecero tornare dall'esilio l'ex dittatore Thanom Kittikachorn. Gli studenti protestarono in massa per alcuni giorni fino al 6 ottobre, quando la polizia di Bangkok, la Polizia di Pattugliamento di Frontiera e gruppi paramilitari comprendenti i Gaur Rossi penetrarono nell'ateneo done erano riuniti i dimostranti. La brutale strage a cui furono sottoposti quel giorno gli studenti è ricordata come il massacro dell'Università Thammasat, in cui trovarono la morte tra le 40 e le oltre 100 persone..
L'episodio significò la definitiva sconfitta del movimento studentesco e il ritorno della dittatura militare nel Paese. Lo stesso giorno del massacro si insediò una giunta che sciolse il parlamento, revocò la costituzione e, due giorni dopo, il re nominò primo ministro il membro del Nawaphon Thanin Kraivichien. Malgrado fosse un civile, il suo governo era controllato dai militari della giunta ed instaurò una delle più feroci repressioni mai viste nel Paese. Durò fino all'ottobre del 1977, quando la stessa giunta compì un nuovo colpo di Stato e affidò il governo a un militare più moderato di Thanin. Con la sconfitta del movimento studentesco ed il controllo dell'attività anticomunista direttamente nelle mani del governo, i Gaur Rossi ridussero gradualmente le attività. Il loro leader Sudsai Hasadin rimase ai vertici della politica nazionale e, nel rimpasto di governo dell'11 marzo 1981 operato dal premier Prem Tinsulanonda, fu nominato ministro nel dicastero chiamato Ufficio del primo ministro.

### Copertura e finanziamenti
Grazie alla copertura delle forze armate, goderono di impunità per le azioni militari che compirono. Erano ben pagati, potevano avere alcolici gratis ed avevano accesso libero alle case di tolleranza. Beneficiarono dei finanziamenti e della copertura del governo statunitense, che stanziò 250 milioni di baht per organizzare i Gaur Rossi. Lo scrittore Paul M. Handley, autore della controversa biografia The King Never Smiles del re Bhumibol Adulyadej, ha scritto che il sovrano fece avere il suo supporto sia ai Gaur Rossi che ai Tigrotti del Villaggio.